# The Little Voice
The Little Voice – debiutancki singiel szwedzkiej wokalistki Sahlene, wydany w 2000 roku i napisany przez Karę DioGuardi i P. Bergera. Utwór promował pierwszy album studyjny artystki pt. It's Been a While, który ukazał się w 2003 roku. 
W tym samym roku nową wersję piosenki nagrała amerykańska wokalistka Hilary Duff, która umieściła go na swojej drugiej płycie pt. Metamorphosis.